# شهرستان لیک (اورگن)
شهرستان لیک، اورگن (به انگلیسی: Lake County, Oregon) شهرستانی در ایالات متحده آمریکا است که در اورگن واقع شده‌است.

## خصوصیات
شهرستان لیک ۲۱٬۶۴۷٫۲۴ کیلومترمربع مساحت دارد.